# Andrej Arko
Andrej Arko, slovenski pisatelj in prevajalec, * 3. februar 1947, Maribor.

## Življenje in delo
Arko je po končani gimnaziji diplomiral na ljubljanski Filozofski fakulteti iz slavistike in germanistike in se je kot novinar zaposlil pri časopisu Delu (1970-77), od 1977 do upokojitve 2007 pa je bil urednik kulturnih in literarnih oddaj na Radiu Slovenija. Še do leta 2012 je bil glavni urednik celjske Mohorjeve družbe ter urednik najstarejše slovenske literarne revije Zvon.
Prevaja pesništvo iz angleščine, italijanščine, ruščine in srbohrvaščine, predvsem izbore romantikov in postromantikov. Njegove prevode klasičnih rimanih verzov odlikuje posluh za jezik in slog. Piše tudi kratko prozo.
Leta 1978 je prejel jugoslovansko nagrado prevajalcev na Ohridu, 1983 pa Sovretovo nagrado za prevod epa Gorski venec Petra Petrovića Njegoša. Na literarnem natečaju v Trstu je bil 1989 nagrajen za izvirno novelo Nogica, 1990 pa za novelo Victoria Blue.